# Dick Taylor
Dick Taylor (født Richard Clifford Taylor den 28. januar 1943, i Dartford, Kent, England) var den første bassist for The Rolling Stones. Han er ikke i familie med guitaristen Mick Taylor. 

## Historie
I starten af 1960'erne studerede han kunst på ”Sidcup Art College”, i London, og grundlagde bandet ”Little Boy Blue And The Blue Boys” i Dartford sammen med Mick Jagger og hans medstuderende dengang Keith Richards. Efter kort tid stødte Ian Stewart, Tony Chapman og Brian Jones til, og bandnavnet blev i 1962 ændret til The Rolling Stones. I august, 1962, forlod Taylor bandet for at forsætte sine studier. Men i 1963 dannede han bandet The Pretty Things sammen med sangeren Phil May, og spillede der Lead guitar. I 1968 var han med til at lave konceptalbum S. F. Sorrow. Efter succesen med denne LP forlod han midlertidigt The Pretty Things. Han producerede derefter debutalbummet fra Hawkwind, og er også den guitarist man kan høre på pladen. I 1970'erne var han på et tidspunkt med i Punkbandet Mekons, og samtidigt med, for at få pengene til at slå til, blev han nødt til at sælge tøj, indtil han i 1980 vendte tilbage til The Pretty Things, hvor han den dag i dag stadig spiller. Taylor bor i dag i Isle of Wight, England.

## Eksterne kilder og henvisninger
- Imdb om Dick Taylor Arkiveret 12. marts 2016 hos  Wayback Machine
- Interview med Dick Taylor Arkiveret 6. december 2007 hos  Wayback Machine
- En fan side om “The Pretty Things” Arkiveret 16. november 2007 hos  Wayback Machine

1. ↑  Navnet er anført på nynorsk og stammer fra Wikidata hvor navnet endnu ikke findes på dansk.